# Mordellistena husseyi
Mordellistena husseyi es una especie de coleóptero de la familia Mordellidae.

## Distribución geográfica
Habita en Estados Unidos.